# David Bendeth
David Bendeth (Stoke Newington, 17 giugno 1954) è un produttore discografico, cantautore e polistrumentista britannico.

## Biografia
Nato a Londra, andò a vivere ancora giovane a Toronto, Canada. Chitarrista autodidatta, pubblicò il suo primo singolo Feel the Real nel 1980, che ebbe un discreto successo, in particolare nelle classifiche inglesi. In seguito pubblicò il suo primo album in studio, Adrenalin. Negli anni successivi pubblicò gli album Just Dessert (1982) e The Bendeth Band (1983), prima di iniziare a lavorare alla Sony Canada come produttore. Nel 2003 diventa produttore discografico indipendente.
Ha collaborato con artisti come Paramore, Papa Roach, Killswitch Engage, In Flames, The Red Jumpsuit Apparatus, Underoath, Breaking Benjamin, Cavo, Coldrain, Taking Back Sunday, The Almost, Emery, Hawthorne Heights, Chiodos, Vertical Horizon, As I Lay Dying, All Time Low, Kaiser Chiefs, There for Tomorrow, Drowning Pool, A Day to Remember, Of Mice & Men e The Warning.

## Discografia
- 1980 - Adrenalin
- 1982 - Just Dessert
- 1983 - The Bendeth Band